# Bateria da Ajuda
A Bateria da Ajuda localizava-se na cidade e estado brasileiro do Rio de Janeiro.

## História
Trata-se de estrutura apenas relacionada por BARRETTO (1958), sem maiores detalhes, entre as diversas baterias outrora existentes para defesa da cidade do Rio de Janeiro (op. cit., 256).